# Erigonoplus inspinosus
Espèce
Erigonoplus inspinosus est une espèce d'araignées aranéomorphes de la famille des Linyphiidae.

## Distribution
Cette espèce est endémique des Cyclades en Grèce,.

## Publication originale
- Wunderlich, 1995 : Beschreibung bisher unbekannter Arten der Baldachinspinnen aus der Östlichen Mediterraneis (Arachnida: Araneae: Linyphiidae). Beiträge zur Araneologie, vol. 4, p. 655-686.